# Eduard Atuesta
Eduard Atuesta, né le 18 juin 1997 à Vélez, est un footballeur international colombien. Il évolue au poste de milieu de terrain au Los Angeles FC, en prêt du SE Palmeiras.

## Biographie

### En club
Avec le club d'Independiente Medellín, il joue deux matchs en Copa Libertadores.
Il inscrit son premier but en MLS le 10 mai 2018, lors de la réception du Minnesota United FC (victoire 2-0). C'est son seul et unique but inscrit dans ce championnat cette saison-là. 
La saison suivante, il inscrit trois buts lors de la saison régulière de MLS. Puis, lors des séries éliminatoires, il inscrit un but en finale de conférence contre les Sounders de Seattle.
Après plus d'une centaine de rencontres avec le Los Angeles FC, Atuesta est transféré à Palmeiras le 13 décembre 2021 pour un montant de quatre millions de dollars, pouvant atteindre sept millions sous conditions.

### En équipe nationale
Avec les moins de 20 ans, il participe au championnat sud-américain des moins de 20 ans en 2017. Lors de cette compétition organisée en Équateur, il joue sept matchs. Atuesta officie comme capitaine de la sélection lors de la rencontre face au Venezuela. En revanche, il ne joue pas le match contre l'Uruguay, en raison d'une suspension.

## Palmarès

### Collectif
- Independiente Medellín
  - Finaliste de la Copa Colombia en 2017

- Los Angeles FC :
  - Vainqueur du Supporters' Shield en 2019
  - Finaliste de la Ligue des champions de la CONCACAF en 2020

- SE Palmeiras
  - Vainqueur de la Recopa Sudamericana en 2022
  - Champion du Campeonato Paulista en 2022
  - Champion du Brésil en 2022 et 2023

### Individuel
- Nommé dans l'équipe type de la MLS (MLS Best XI) en 2019

## Statistiques
| Saison                | Club                   | Championnat                  | Championnat | Championnat | Championnat | Coupe(s) nationale(s) | Coupe(s) nationale(s) | Coupe(s) nationale(s) | Supercoupe | Supercoupe | Supercoupe | Compétition(s) continentale(s) | Compétition(s) continentale(s) | Compétition(s) continentale(s) | Compétition(s) continentale(s) | Ligue régionale | Ligue régionale | Ligue régionale | Coupe du monde des clubs | Coupe du monde des clubs | Coupe du monde des clubs | Total | Total | Total |
| Saison                | Club                   | Division                     | M.          | B.          | P.d.        | M.                    | B.                    | P.d.                  | M.         | B.         | P.d.       | Comp.                          | M.                             | B.                             | P.d.                           | M.              | B.              | P.d.            | M.                       | B.                       | P.d.                     | M.    | B.    | P.d.  |
| 2016                  | Independiente Medellín | Liga Águila II               | 4           | 0           | 0           | -                     | -                     | -                     | -          | -          | -          | CS                             | 1                              | 0                              | 0                              | -               | -               | -               | -                        | -                        | -                        | 5     | 0     | 0     |
| 2017                  | Independiente Medellín | Liga Águila I+Liga Águila II | 8+16        | 0+0         | 0+0         | 3                     | 0                     | 0                     | -          | -          | -          | CS                             | 1                              | 0                              | 0                              | -               | -               | -               | -                        | -                        | -                        | 28    | 0     | 0     |
| 2018                  | Independiente Medellín | Liga Águila I                | 1           | 0           | 0           | -                     | -                     | -                     | -          | -          | -          | -                              | -                              | -                              | -                              | -               | -               | -               | -                        | -                        | -                        | 1     | 0     | 0     |
| Sous-total            | Sous-total             | Sous-total                   | 29          | 0           | 0           | 3                     | 0                     | 0                     | -          | -          | -          | -                              | 2                              | 0                              | 0                              | -               | -               | -               | -                        | -                        | -                        | 34    | 0     | 0     |
| 2018                  | Los Angeles FC (prêt)  | MLS                          | 26          | 1           | 2           | 3                     | 0                     | 1                     | -          | -          | -          | -                              | -                              | -                              | -                              | -               | -               | -               | -                        | -                        | -                        | 29    | 1     | 3     |
| 2019                  | Los Angeles FC         | MLS                          | 32          | 4           | 9           | 3                     | 0                     | 1                     | -          | -          | -          | -                              | -                              | -                              | -                              | -               | -               | -               | -                        | -                        | -                        | 35    | 4     | 10    |
| 2020                  | Los Angeles FC         | MLS                          | 20          | 2           | 2           | -                     | -                     | -                     | -          | -          | -          | LCC                            | 3                              | 0                              | 1                              | -               | -               | -               | -                        | -                        | -                        | 23    | 2     | 3     |
| 2021                  | Los Angeles FC         | MLS                          | 24          | 2           | 7           | -                     | -                     | -                     | -          | -          | -          | -                              | -                              | -                              | -                              | -               | -               | -               | -                        | -                        | -                        | 24    | 2     | 7     |
| Sous-total            | Sous-total             | Sous-total                   | 102         | 9           | 20          | 6                     | 0                     | 2                     | -          | -          | -          | -                              | 3                              | 0                              | 1                              | -               | -               | -               | -                        | -                        | -                        | 111   | 9     | 23    |
| 2022                  | Palmeiras              | Série A                      | 26          | 1           | 0           | 2                     | 0                     | 0                     | -          | -          | -          | RS+CL                          | 2+7                            | 0+0                            | 1+1                            | 13              | 0               | 0               | 2                        | 0                        | 0                        | 52    | 1     | 2     |
| 2023                  | Palmeiras              | Série A                      | 1           | 0           | 0           | -                     | -                     | -                     | -          | -          | -          | CL                             | -                              | -                              | -                              | 6               | 1               | 0               | -                        | -                        | -                        | 7     | 1     | 0     |
| 2024                  | Palmeiras              | Série A                      | -           | -           | -           | -                     | -                     | -                     | -          | -          | -          | CL                             | -                              | -                              | -                              | 1               | 0               | 0               | -                        | -                        | -                        | 1     | 0     | 0     |
| Sous-total            | Sous-total             | Sous-total                   | 27          | 1           | 0           | 2                     | 0                     | 0                     | -          | -          | -          | -                              | 9                              | 0                              | 2                              | 20              | 1               | 0               | 2                        | 0                        | 0                        | 60    | 2     | 2     |
| Total sur la carrière | Total sur la carrière  | Total sur la carrière        | 158         | 10          | 20          | 11                    | 0                     | 2                     | -          | -          | -          | -                              | 14                             | 0                              | 3                              | 20              | 1               | 0               | 2                        | 0                        | 0                        | 205   | 11    | 25    |